# 1675
1675 је била проста година.

## Догађаји

### Фебруар
- 11. фебруар — Битка код Стромболија

## Рођења

### Јануар
- Википедија:Непознат датум — Живан Хајдаревић Црногорац, врховни сремски прота. († 1751)